# Aelia Eudoxia
Aelia Eudoxia, död den 6 oktober 404, var en östromersk kejsarinna.
Eudoxia var dotter till den frankiske befälhavaren och hövdingen Bauto, men upp i en bysantinsk adelsfamilj.
Hon förmäldes 395 med kejsar Arcadius. De fick fyra döttrar: Flacilla, Pulcheria, Arcadia och Marina, och en son: Theodosius den yngre. Jämte eunucken Eutropius, som medverkat till hennes upphöjelse, behärskade hon sin man kejsaren helt och hållet.
Hon hade en fiende i patriarken Chrysostomos, som bland annat kritiserade hovets lyx, samt att kejsarinnan hade rest en staty av sig själv med tillhörande hedniska riter, och hon genomdrev hans landsförvisning. Men folket i Konstantinopel visade så starkt missnöje däröver, att hon måste samtycka till hans återkallande. Dock tvingades Chrysostomos snart åter vika för hennes hat. Hon samarbetade trots detta med patriarken, och med den gotiske befälhavaren Gainas, för att störta Eutropius, som blivit allmänt hatad. Det var genom hennes övertalan som kejsaren lät avrätta eunucken. Den aktion mot det gotiska folket, som år 400 ledde till att 7000 goter i Konstantinopel dödades i en massaker och Gainas flydde över Donau, hade Eudoxia tagit verksam del i.
Hon dog i missfall under Honorius sjätte konsulat, det vill säga år 404.